# كيمياء الجعة

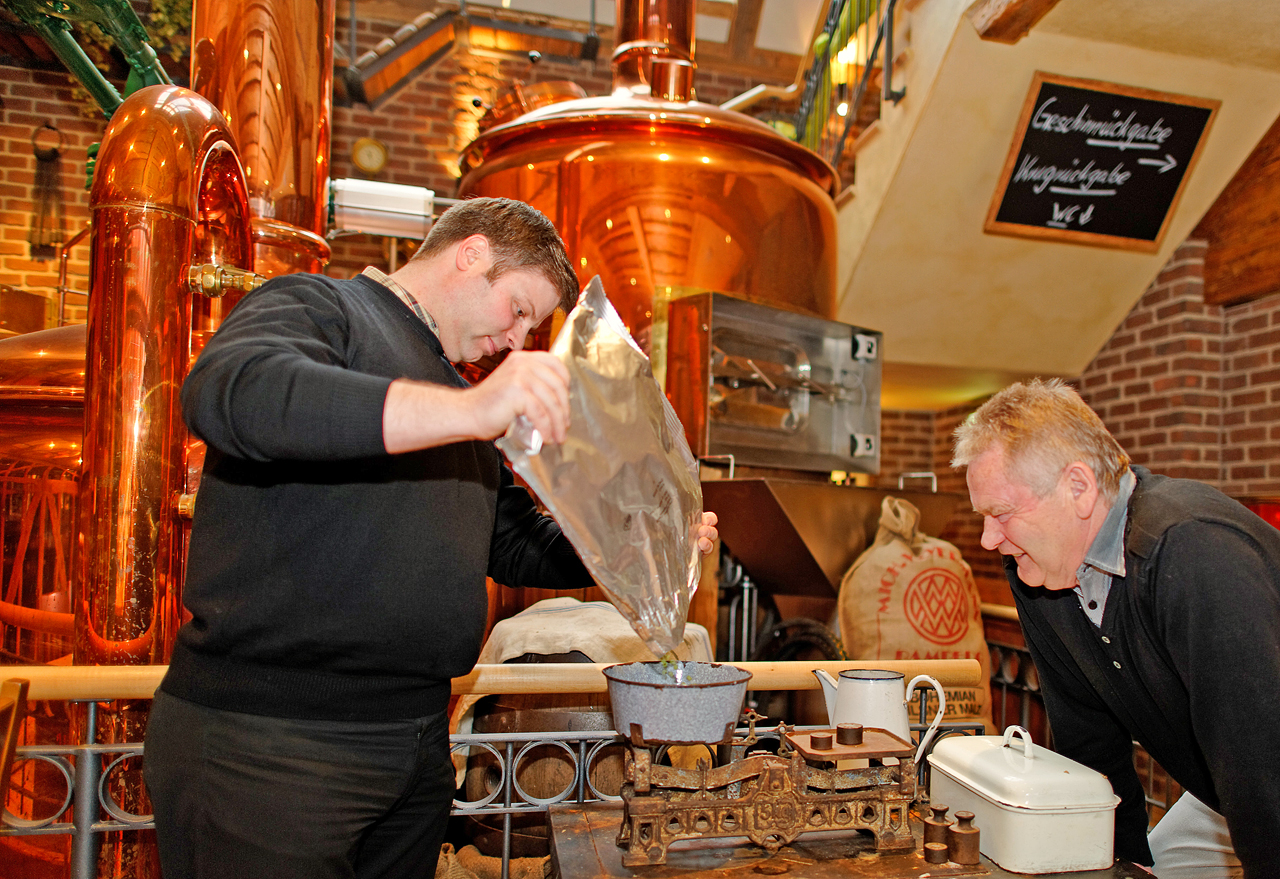

المركبات الكيميائية في الجعة تعطيها طعم مميز، رائحة ومظهر. غالبية المركبات في الجعة تأتي من الأنشطة الأيضية للنباتات والخميرة وهكذا يتم تغطيتها من قبل مجالات الكيمياء الحيوية والكيمياء العضوية. الاستثناء الرئيسي هو أن الجعة تحتوي على أكثر من 90٪ من الماء والأيونات المعدنية في الماء (صلابة) يمكن أن يكون لها تأثير كبير على الطعم.

## المكونات
وتستخدم أربعة مكونات رئيسية لجعل البيرة في عملية تخمير.

### الكربوهيدرات
مصدر الكربوهيدرات جزء أساسي من الجعة لأن كائنات الخميرة أحادية الخلية تحول الكربوهيدرات إلى طاقة للعيش. الخميرة تعمل على استقلاب مصدر الكربوهيدرات لتشكيل عدد من المركبات بما في ذلك الإيثانول. تبدأ عملية تخمير البيرة مع الشعير والهريس، مما يكسر الكربوهيدرات الطويلة في حبوب الشعير إلى سكريات أكثر بساطة. وهذا أمر مهم لأن الخميرة تتمكن من استقلاب فقط سلاسل قصيرة جدا من السكريات. الكربوهيدرات الطويلة هي البوليمرات، روابط متفرعة كبيرة من نفس الجزيء بشكل متكرر. في حالة الشعير، نرى في الغالب البوليمرات تسمى الأميلوبكتين والأميلوز التي تتكون من تكرار الروابط من الجلوكوز. على جداول زمنية كبيرة جدا (الحرارة) هذه البوليمرات سوف تنهار من تلقاء نفسها، ولن تكون هناك حاجة لعملية الشعير. عادة ما يتم تسريع العملية عن طريق تسخين حبوب الشعير. تنشط عملية التسخين هذه إنزيمات تسمى الأميلياس. شكل هذه الإنزيمات، وموقعها النشط، يعطيها قدرة فريدة وقوية على تسريع ردود فعل التدهور هذه إلى أكثر من 100,000 مرة أسرع. يسمى رد الفعل الذي يحدث في الموقع النشط رد فعل التحلل المائي، وهو شق الروابط بين السكريات. التحلل المائي المتكرر يكسر البوليمرات الأميلوبكتين طويلة إلى السكريات أبسط التي يمكن هضمها من قبل الخميرة.

### نبات الجنجل
الجنجل هي الزهور من نبات القفزات Humulus lupulus . تحتوي هذه الزهور على أكثر من 250 الزيوت الأساسية، والتي تسهم في رائحة والنكهات غير المريرة من الجعة. ومع ذلك، فإن المرارة المتميزة خاصة مميزة من الأليس الشاحب يأتي من عائلة من المركبات تسمى ألفا الأحماض (وتسمى أيضا humulones) وبيتا الأحماض (وتسمى أيضا lupulones). عموما، يعتقد الجعة أن α-الأحماض تعطي الجعة مرارة ممتعة في حين تعتبر الأحماض α أقل متعة.

### الخميرة
في الجعة، النفايات الأيضية من الخميرة هو عامل كبير. في الظروف الهوائية، ستستخدم الخميرة السكريات البسيطة من عملية التشعير في تحلل السكر، وترسل المنتج العضوي الرئيسي لتحلل الجلى (بيروفات) إلى ثاني أكسيد الكربون والماء عن طريق التنفس الخلوي، ويستخدم العديد من صانعي الجعة هذا الجانب من استقلاب الخميرة لكربونات البيرة الخاصة بهم. ومع ذلك، في ظل الظروف اللاهوائية لا يمكن استخدام الخميرة المنتجات النهائية من الانجليس لتوليد الطاقة في التنفس الخلوي. بدلا من ذلك، فإنها تعتمد على عملية تسمى التخمير. التخمير يحول بيروفات إلى إيثانول من خلال الأسيتالديهيد المتوسطة.

### الماء
الماء يمكن أن يلعب في كثير من الأحيان دورا هاما جدا في طعم البيرة، كما هو العنصر الرئيسي. التنوع الأيوني الموجود في الماء يمكن أن يؤثر على المسارات الأيضية للخميرة، وبالتالي المستقبلات التي يمكن للمرء تذوقها. على سبيل المثال، الكالسيوم والحديد ضرورية بكميات صغيرة للخميرة للبقاء على قيد الحياة، لأن هذه المعادن عادة ما تكون مطلوبة من العوامل المساعدة لإنزيمات الخميرة.

## الكربنة
في الظروف الهوائية، تحول الخميرة السكريات إلى بيروفات ثم تحول بيروفات إلى ماء وثاني أكسيد الكربون. هذه العملية يمكن أن تؤدي إلى كربنة الجعة. في الإنتاج التجاري، تعمل الخميرة في ظروف لاهوائية لتحويل بيروفات إلى إيثانول، ولا تؤدي إلى كربنة الجعة. يتم كربنة الجعة مع ثاني أكسيد الكربون المضغوط. عندما يتم سكب الجعة، وثاني أكسيد الكربون الذي يتم حله في الجعة لتتشكل فقاعات. تنمو هذه الفقاعات وتتسارع مع ارتفاعها من خلال تغذية الفقاعات الصغيرة القريبة، وهي ظاهرة تعرف باسم نضج أوستوالد. هذه الفقاعات أكبر يؤدي إلى رغوة «خشنة» على رأس الجعة.

### الجعة النتروجينية
يمكن كربنة الجعة مع ثاني أكسيد الكربون أو مع غازات أخرى مثل النيتروجين. هذه الغازات ليست قابلة للذوبان في الماء مثل ثاني أكسيد الكربون، لذلك فإنها تشكل فقاعات التي لا تنمو من خلال النضج أوستوالد. وهذا يعني أن الجعة لديها فقاعات أصغر ورأس أكثر دسم ومستقرة. هذا الغاز الأقل قابلية للذوبان يعطي الجعة نسيج مختلف وتملق. من حيث الجعة، فإنها تكون على نحو سلس، وليست مليئة بالفقاعات مثل الجعة مع الكربنة العادية. جعة النيترو لها طعم أقل حمضية من الجعة العادية.

## التخزين والتحلل
مشكلة خاصة مع الجعة هو أنه، على عكس النبيذ، جودته تميل إلى التدهور مع تقدمها في السن. و تميل الرائحة لبول القط ثم تهيمن رائحة الورق المقوى بشكل عام، يعتقد الكيميائيون أن «النكهات غير المنزرعة» التي تأتي من الجعة القديمة ترجع إلى أنواع الأكسجين التفاعلية. هذه قد تأتي في شكل الجذور الحرة الأكسجين، على سبيل المثال، والتي يمكن أن تغير الهياكل الكيميائية للمركبات في البيرة التي تعطيلهم طعمها.يمكن أن يسبب الجذور الأكسجين زيادة تركيزات ألدهيدس من ردود فعل تدهورمن الأحماض الأمينية في الجعة.
الجعة فريدة من نوعها بالمقارنة مع المشروبات الكحولية الأخرى لأنها غير مستقرة في الحزمة النهائية. هناك العديد من المتغيرات والمركبات الكيميائية التي تؤثر على نكهة الجعة أثناء خطوات الإنتاج، ولكن أيضًا أثناء تخزينها. الجعة سوف تتطور خارج النكهة أثناء التخزين بسبب العديد من العوامل، بما في ذلك أشعة الشمس وكمية الأكسجين في مساحة الرأس من الزجاجة. بخلاف التغيرات في الذوق، يمكن للبيرة أيضًا تطوير التغييرات البصرية. يمكن أن تصبح البيرة ضبابية أثناء التخزين. وهذا ما يسمى الاستقرار الغرواني (تشكيل الضباب) وعادة ما يكون سببه المواد الخام المستخدمة أثناء عملية التخمير. رد الفعل الأساسي الذي يسبب ضباب الجعة هو البلمرة من البوليفينول وملزمة مع بروتينات محددة. ويمكن رؤية هذا النوع من الضباب عندما يتم تبريد الجعة أقل من 0 درجة مئوية. عندما يتم رفع الجعة إلى درجة حرارة الغرفة، يذوب الضباب. ولكن إذا تم تخزين الجعة في درجة حرارة الغرفة لفترة طويلة جدا (حوالي 6 أشهر) سوف تشكل الضباب الدائم. في دراسة أجراها هوبرغر وآخرون إلى أن درجة حرارة تخزين الجعة تؤثر على استقرار النكهة. وجدوا أن ملف المستقلب لدرجة حرارة الغرفة ودرجة الحرارة الباردة المخزنة الجعة تختلف بشكل كبير عن الجعة الطازجة. لديهم أيضا أدلة لدعم أكسدة الجعة كبيرة بعد أسابيع من التخزين، والتي لها أيضا تأثير على نكهة الجعة.
غالبًا ما ترتبط النكهة غير النكهة الاصلية للجعة، مثل طعم التفاح، الورق المقوى أو الأخضر، بظهور ألدهيدات التعويذ. يتم تشكيل الألديهيدس المسؤولة عن تغيير نكهة أثناء تخزين الجعة. أجرى فيليب فيتستوك وآخرون تجارب لاختبار أسباب تكوين الألدهيدات ستريكر أثناء التخزين. وجدوا أن تركيز الأحماض الأمينية فقط (ليو، إيل، وفيفي، على وجه التحديد) وتركيز الأكسجين تسبب في تشكيل الألدهيد. كما أنها اختبرت الكربوهيدرات وإضافات Fe2+ . تم العثور على علاقة خطية بين الألدهيدات شكلت والأكسجين المعبأة الإجمالية.1 وهذا مهم لمصنعي الجعة لمعرفة حتى يتمكنوا من السيطرة على طعم الجعة الخاصة بهم.ويتسكوك يلخص إلى أن تغطية الجعة مع الفلين مع حاجز الأكسجين سوف يقلل من تشكيل ألدهيد.
في دراسة أخرى قام بها فاندرهايغن وآخرون، تم اختبار حالات الشيخوخة المختلفة على الجعة المعبأة في زجاجات بعد 6 أشهر. وجدوا انخفاض في استرات متقلبة كان مسؤولا عن انخفاض نكهة فاكهة. كما وجدوا زيادة في العديد من المركبات الأخرى بما في ذلك مركبات الكربونيل، واسترات الإيثيل، ومركبات مايلارد، والديوكولينات، والأثيرات الفورانية. أنها مركبات الكربونيل، كما ذكر سابقا في تجارب ويتسكوك، تنتج الألدهيدات، والتي تميل إلى التسبب في نكهة التفاح الأخضر. ومن المعروف أن الاسترات تسبب نكهات فاكهة مثل الكمثرى والورود والموز.
دراسة أجراها تشارلز بامفورث وروي بارسونز تؤكد أيضا أن النكهات التعويق الجعة سببها مركبات الكربونيل المختلفة. استخدموا حمض ثيوباربيتيوريك (TBA) لتقدير المواد التعس بعد استخدام تقنية الشيخوخة المتسارعة. وجدوا أن يتم تقليل التسامي الجعة من قبل عاكل كسح من جذر هيدروكسيل، مثل مانيتول وحمض الأسكوربيك. كما أنها اختبرت فرضية أن مقتطفات فول الصويا المدرجة في نبتة التخمير تعزيز العمر الافتراضي لنكهة الجعة.